# (599) Luisa
(599) Luisa – planetoida z pasa głównego asteroid okrążająca Słońce w ciągu 4 lat i 224 dni w średniej odległości 2,77 j.a. Została odkryta 25 kwietnia 1906 roku w Taunton (Massachusetts) przez Joela Metcalfa. Pochodzenie nazwy planetoidy nie jest znane. Przed nadaniem nazwy planetoida nosiła oznaczenie tymczasowe (599) 1906 UJ.